# Lewisova a Clarkova expedice

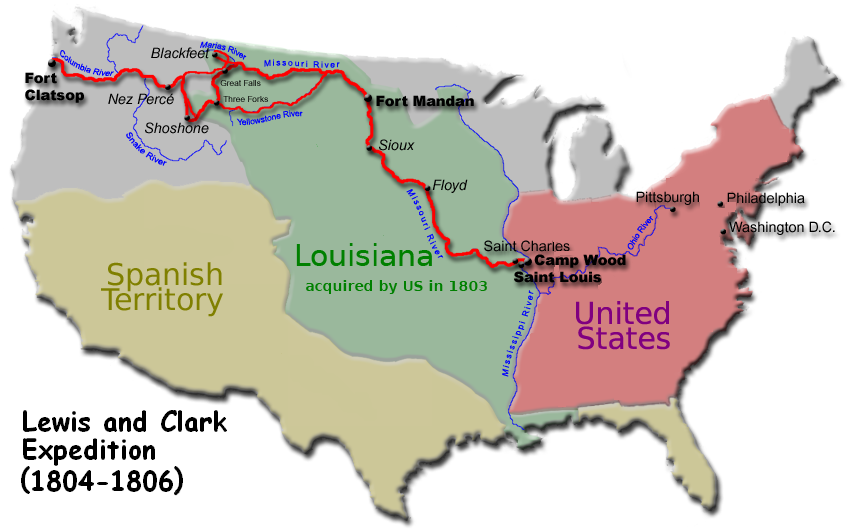
Trasa expedice

Lewisova a Clarkova expedice uskutečněná v letech 1804–1806 byla první pozemní výpravou vyslanou Spojenými státy napříč kontinentem až k břehům Tichého oceánu a zpět. Vedoucími se stali dva cestovatelé Meriwether Lewis a William Clark, jejich pomocníky Sacagawea a její manžel Toussaint Charbonneau. Cílem bylo prozkoumat nová území, zmapovat zdroje a dokázat, že přes Skalnaté hory vede průchodná cesta k Tichému oceánu.
Expedice položila základy pro západní kontinentální expanzi Spojených států během 19. století.

## Expedice
Americký prezident Thomas Jefferson rozhodl v roce 1803 o nákupu teritoria Louisiany od Napoleona (mnohem větší území než současný stát stejného jména) a začal plánovat výpravu napříč kontinentem. Vedoucími expedice jmenoval svého tajemníka Meriwethera Lewise a Williama Clarka.
Cesta začala 14. května 1804 ve směru proti proudu řeky Missouri, poté cestovatelé překročili vrcholy Skalnatých hor, plavili se po řece Columbii. Zpáteční cestu absolvovali částečně rozděleně. Lewis našel snazší přechod ve Skalnatých horách. Clark prozkoumal řeku Yellowstone. Do St. Louis se vrátili společně roku 1806.
Během výpravy zahynul pouze jeden muž. S kmeny indiánů udržovali přátelské vztahy, poskytovali jim dary. Jeden z indiánských kmenů jim věnoval Indiánku pro potřeby tlumočení.

## Výsledky

### Geografie a mapování

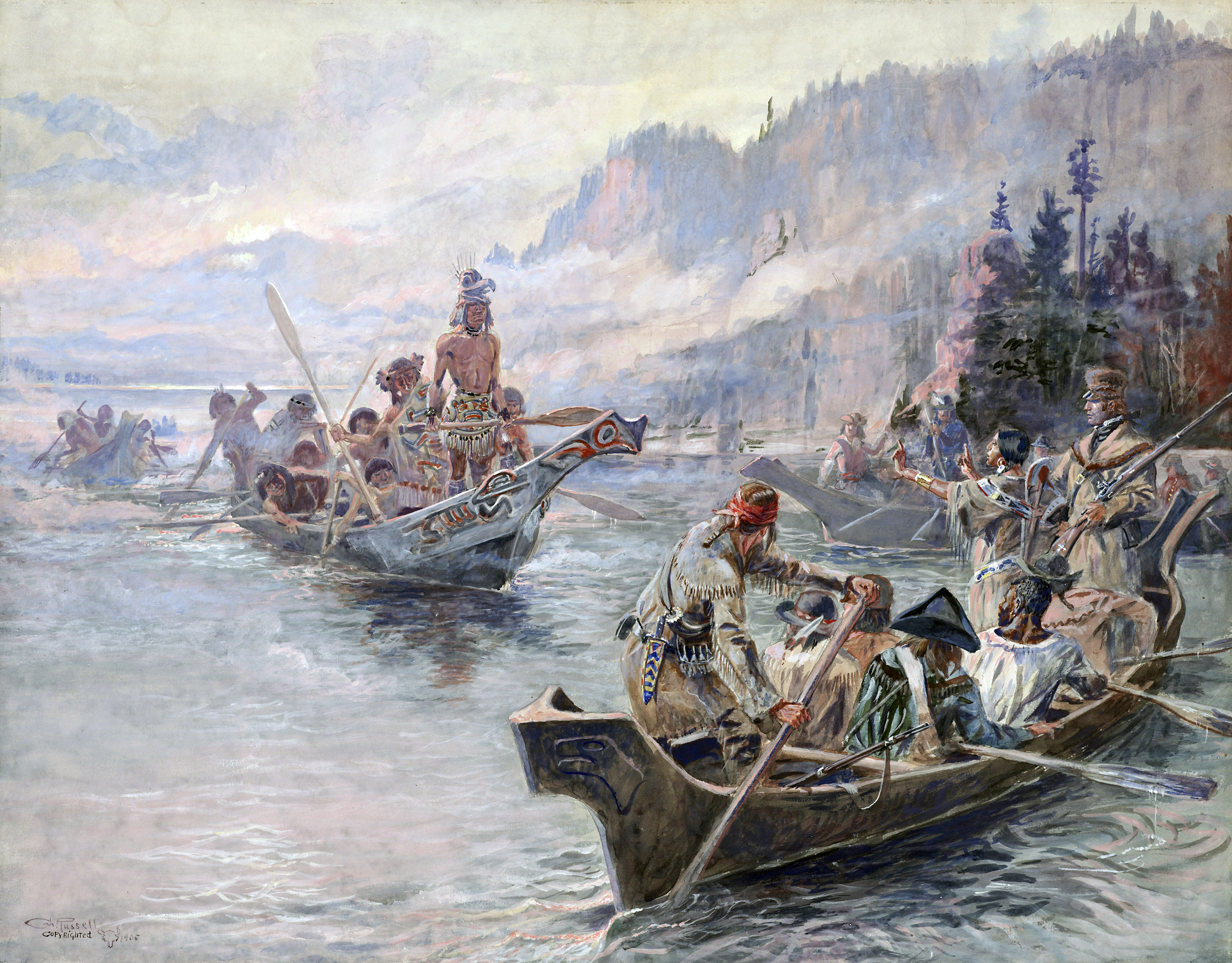
Plavba po dolním toku řeky Columbia, obraz od C. M. Russella.

Jeden z nejvýznamnějších příspěvků expedice bylo lepší poznání geografie severozápadu a vytvoření první přesné mapy této oblasti. Během cesty došlo k vytvoření zhruba 140 map. Před výpravou většina Američanů vůbec neznala velikost ani rozsah Skalistých hor.

### Přírodní zdroje
Výprava znamenala lepší pochopení přírodních zdrojů severozápadu. Během cesty bylo dokumentováno více než 100 druhů zvířat a přibližně 170 druhů rostlin. Expedice poslala stepního psa, kterého na východním pobřeží neznali, prezidentu Jeffersonovi jako dárek. Za více než dva roky cesty udělali její členové více objevů krajiny, řek, zoologie a botaniky, než jakákoli vědecká expedice před nimi.

### Vztahy s domorodci
Došlo k navázání přátelských vztahů s některými domorodými kmeny. Bez pomoci těchto původních Američanů by členové expedice měli problémy se sháněním potravy a průchodu přes Skalisté hory.

## Po expedici
Po návratu se Meriwether Lewis usídlil ve městě St. Louis a v roce 1807 byl jmenován guvernérem Louisianského teritoria. 11. října 1809 došlo k jeho smrtelnému střelnému poranění. Současní historici se přiklánějí k variantě sebevraždy zastřelením, přesto existují pochybnosti.

## Zajímavost
- V roce 1955 na motivy příběhu expedice natočil režisér Rudolph Maté americký film Daleké obzory.
- Jméno „Lewis and Clark“ nese kosmická loď z filmu Horizont Události.